# Supertaça Cândido de Oliveira
Portugisiska Supercupen (Supertaça) är en portugisisk cupturnering i fotboll mellan det segrande laget i föregående års Primeira Liga och det segrande laget i föregående års Portugisiska cupen. Från 1943-1944 till 1999-2000 avgjordes turneringen i två omgångar. Från 2000-2001 avgörs turneringen i en enda match. 

## Segrare
- Porto: 24 titlar
- Benfica: 10 titlar
- Sporting Lissabon: 9 titlar
- Boavista: 3 titlar
- Vitória Guimarães: 1 titel